# Popielewo (powiat koniński)
Popielewo – wieś w Polsce położona w województwie wielkopolskim, w powiecie konińskim, w gminie Skulsk.
W latach 1975–1998 miejscowość należała administracyjnie do województwa konińskiego.